# Прогібітин
Прогібітин (англ. Prohibitin) – білок, який кодується геном PHB, розташованим у людей на короткому плечі 17-ї хромосоми.  Довжина поліпептидного ланцюга білка становить 272 амінокислот, а молекулярна маса — 29 804.
| 10         |  | 20         |  | 30         |  | 40         |  | 50         |
| ---------- |  | ---------- |  | ---------- |  | ---------- |  | ---------- |
| MAAKVFESIG |  | KFGLALAVAG |  | GVVNSALYNV |  | DAGHRAVIFD |  | RFRGVQDIVV |
| GEGTHFLIPW |  | VQKPIIFDCR |  | SRPRNVPVIT |  | GSKDLQNVNI |  | TLRILFRPVA |
| SQLPRIFTSI |  | GEDYDERVLP |  | SITTEILKSV |  | VARFDAGELI |  | TQRELVSRQV |
| SDDLTERAAT |  | FGLILDDVSL |  | THLTFGKEFT |  | EAVEAKQVAQ |  | QEAERARFVV |
| EKAEQQKKAA |  | IISAEGDSKA |  | AELIANSLAT |  | AGDGLIELRK |  | LEAAEDIAYQ |
| LSRSRNITYL |  | PAGQSVLLQL |  | PQ         |  |            |  |            |

A: Аланін

C: Цистеїн

D: Аспарагінова кислота

E: Глутамінова кислота

F: Фенілаланін

G: Гліцин

H: Гістидин

I: Ізолейцин

K: Лізин

L: Лейцин

M: Метіонін

N: Аспарагін

P: Пролін

Q: Глутамін

R: Аргінін

S: Серин

T: Треонін

V: Валін

W: Триптофан

Задіяний у такому біологічному процесі як синтез ДНК. 
Локалізований у мембрані, мітохондрії, внутрішній мембрані мітохондрії.